# 奥梅库尔
奥梅库尔（法語：Homécourt，法語發音：[ɔmekuʁ]）是法国默尔特-摩泽尔省的一个市镇，位于该省中北部，属于布里埃区。

## 地理
奥梅库尔（49°13'23"N, 5°59'34"E）面积4.44 平方千米，位于法国大東部大區默尔特-摩泽尔省，该省份为法国东北部内陆省份，是洛林的一部分，北邻比利时、卢森堡，北起顺时针与摩泽尔省、下莱茵省、孚日省和默兹省接壤。
与奥梅库尔接壤的市镇（或旧市镇、城区）包括：蒙图瓦拉蒙塔涅、圣玛丽欧谢讷、欧布埃、热夫、穆捷、瓦勒德布里埃。

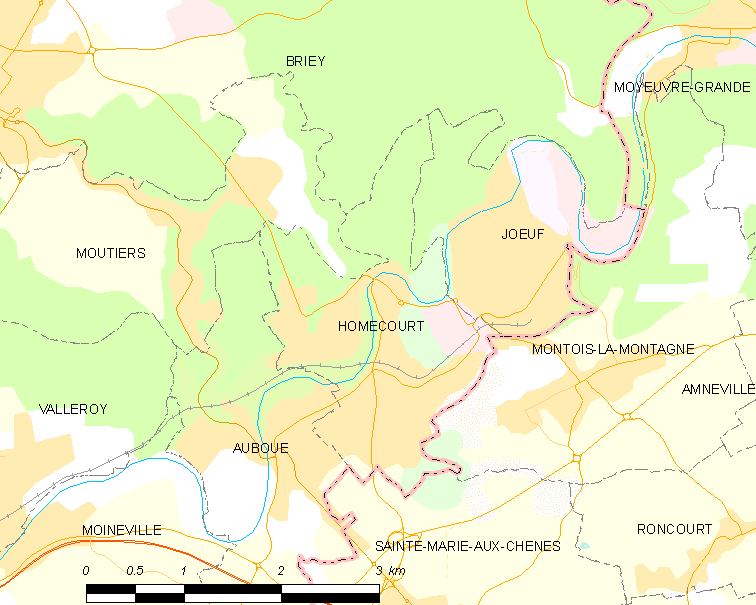
奥梅库尔的OSM定位图

奥梅库尔的时区为UTC+01:00、UTC+02:00（夏令时）。

## 行政
奥梅库尔的邮政编码为54310，INSEE市镇编码为54263。

## 政治
奥梅库尔所属的省级选区为雅尼县。

## 人口

1962-2008年间奥梅库尔人口变化图示

奥梅库尔于2022年1月1日时的人口数量为6250人。